# Génération écologie
Génération écologie GE (Nederlands: Ecologische Generatie) is een politieke partij in Frankrijk die een groene politiek nastreeft.

## Geschiedenis
De Génération écologie werd in 1991 opgericht om te concurreren met de links ecologische Les Verts. Anders dan Les Verts, die sociaal-progressieve ideeën combineert met groene politiek, bedient GE het hele politieke spectrum en trekt ook milieubewuste personen van conservatieve en niet-linkse huize. Brice Lalonde werd de eerste voorzitter, hij werd in 1994 herkozen.
Bij de regionale verkiezingen van 1992 behaalde de lijstverbinding van Les Verts/Génération écologie 14 % van de stemmen. De lijstverbinding kreeg bij de parlementsverkiezingen van 1993 weliswaar 7% van de stemmen, maar dit was onvoldoende voor een zetel in het parlement.
Ondanks eerdere samenwerking met de Parti socialiste werkte de partij sinds  1998 samen met Démocratie libérale en vanaf 2002 met de centrumrechtse Union pour un Mouvement Populaire. 
De parlementsverkiezingen van 2002 liepen voor de Génération écologie wederom in een deceptie uit. Partijvoorzitter Lalonde diende daarop zijn ontslag in en mevrouw France Gamerre werd tot zijn opvolger gekozen. De naam van de partij werd in Génération écologie-Les Bleus veranderd, een besluit dat later, in 2005, weer werd teruggedraaid.
France Gamerre zag het tot haar voornaamste taak om nauwer met de andere groene partijen samen te werken. Ze was tot 2008 voorzitter. De Génération écologie deed in 2009 en 2010 aan een samenwerkingsverband met La France en action en Mouvement Écologiste Indépendant binnen de Alliance écologiste indépendante mee. De opvolger van France Gamerre, Jean-Noël Debroise, zorgde ervoor dat de GE zich bij de Pôle radical et écologiste aansloot, een samenwerkingsverband met de Parti Radical de Gauche. De samenwerking zorgde er in 2012 evenwel niet voor dat kandidaten van GE in het parlement werden gekozen.
Onderhandelingen over samenwerking met de Union des démocrates et des écologistes in 2015 liepen op niets uit.
François-Michel Lambert, tegelijk voor Génération écologie en Front démocrate, is sinds 2012 lid van de Assemblée nationale.

## Voorzitters
| periode     | persoon            |
| ----------- | ------------------ |
| 1991 - 2002 | Brice Lalonde      |
| 2002 - 2008 | France Gamerre     |
| 2008 - 2011 | Jean-Noël Debroise |
| 2011 - 2018 | Yves Piétrasanta   |
| sinds 2018  | Delphine Batho     |